# On Eagle's Wings
"On Eagle's Wings" (em português:  Nas Asas da Águia) é um hino devocional composto por Michael Joncas. Suas palavras são baseadas no Salmo 91,no Livro de Êxodo 19 e no Evangelho de Mateus 13. Joncas escreveu ele em 1976 ou 1979. Foi gravado em 1979, com Douglas Hall como produtor, publicado pela North American Liturgy Resources e posteriormente comprado pela New Dawn Music, uma subsidiária da Oregon Catholic Press. Tornou-se popular como hino contemplativo nas massas católicas, bem como nos serviços protestantes da linha principal.
Atualmente é cantado durante cultos de muitas denominações cristãs, incluindo igrejas pentecostais, e foi executado em muitos dos funerais das vítimas de 11 de setembro. Foi apresentado em muitas missas papais de difusão internacional e foi selecionado como parte da missa fúnebre de 2007 para Luciano Pavarotti em Modena, Itália, também transmitida internacionalmente.